# 仲吨错
仲吨错（藏語：འབྲོང་སྡོད་མཚོ），也叫仲顿错，1989年更名仲堆错湖，是一个位于中国西藏自治区阿里地区改则县的湖泊，面积约为6.56平方千米，属于青藏高原。它的一级流域为内流区诸河，二级流域为西藏内流区。